# Virginia Slims of Houston 1973
Virginia Slims of Houston 1973 — жіночий тенісний турнір, що проходив на закритих кортах з килимовим покриттям Net-Set (West Side) Racquet Club у Х'юстоні (США) в рамках Світової чемпіонської серії Вірджинії Слімс 1973. Відбувсь утретє і тривав з 17 до 24 вересня 1973 року. Несіяна Франсуаза Дюрр здобула титул в одиночному розряді й отримала за це 7 тис. доларів США. Фінал відтерміновано на один день через дощ. 
Напередодні турніру вибули троє з чотирьох сіяних гравчинь (Маргарет Корт, Івонн Гулагонг і Кріс Еверт) і Біллі Джин Кінг стала новою першою сіяною. У тиждень турніру Кінг також зіграла «битву статей» проти Bobby Riggs.

## Фінальна частина

### Одиночний розряд
Франсуаза Дюрр —  Розмарі Касалс 6–4, 1–6, 6–4

### Парний розряд
Мона Шалло /  Пем Тігуарден —  Франсуаза Дюрр /  Бетті Стов 6–3, 5–7, 6–4

## Розподіл призових грошей
| Дисципліна       | П      | F      | 3-тє   | 4-те   | ЧФ   | 1/8  | 1/16 |
| Одиночний розряд | $7,000 | $3,500 | $1,800 | $1,800 | $900 | $450 | $225 |

## Нотатки
1. 1 2  Матч за третє місце між Ненсі Гюнтер і Біллі Джин Кінг не завершився через дощ. Призові гроші поділено порівну.[1]